# Discothyrea sauteri
Discothyrea sauteri é uma espécie de formiga do gênero Discothyrea, pertencente à subfamília Proceratiinae.